# 国际男人节
国际男人节（简称IMD）是国际上每年举行的庆祝男性作出的贡献的纪念日，通常设立在11月19日。该活动由托马斯·奥斯特于1992年2月7日创办， 并于1999年在特立尼达和多巴哥重启。马耳他是庆祝国际男人节最久的国家，自从1994年2月7日来从未间断。
许多来自大洋洲，加勒比海，北美洲，亚洲，欧洲和非洲的不同的个人或团体都在庆祝国际男人节。联合国教科文组织的女性与和平文化主任英格博格·布赖内斯（Ingeborg Breines）评价男人节说，“这是一个极棒的想法，能够促进性别平衡。” 她补充说，教科文组织正在寻求与国际男人节的组织者进行合作。
庆祝国际男人节的主要目的包括关注男孩与男人健康问题、提升性别关系、推广性别平等及聚焦男性的角色模型问题等。人们利用这一天关注对男性的歧视、偏见等问题，并庆祝他们作出的杰出贡献，特别是那些在社区、家庭、婚姻及保育等方面作出的贡献。虽说国际男人节和国际妇女节都被认为是“性别聚焦”的活动，但这两个节日并不相互对立，因为它们都关注一些男性或者女性独有的问题。男人节注重那些男人、男孩子独有的经验所引发的问题，也同时注重榜样“带来的积极效应十分有必要，尤其是在认为男性举止普遍较为轻率的社会环境中……通过推出男性的榜样，男人节让所有的男性都能够更加积极地迈向为他们所树立的榜样中去……而不是追求一个消极的刻板印象。”这一庆祝活动的最终目的是弘扬基本的人道主义价值观。
国际男人节之后就是世界儿童节（有别于国际儿童节），人们在这两天之内分别为男性和儿童举办庆祝活动。此外，11月有时也被称作“国际男人月”。

## 早期历史

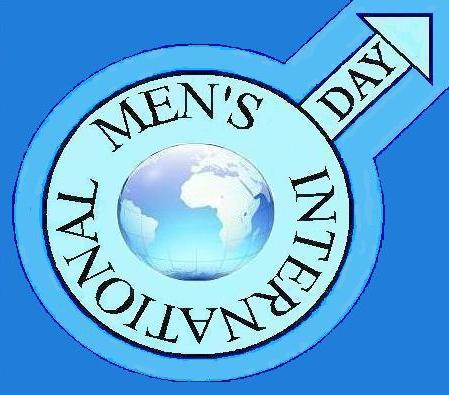
国际男人节

人们至少从20世纪60年代开始，就已经开始呼吁设立男人节了。据报道，有许多男性在私底下宣扬将2月23日作为国际男人节，并将其作为3月8日国际妇女节相对应设立的节日。自1922年以来，2月23日就是苏联的红军建立日，到了2002年时则更名为祖国保卫者日。在前苏联的一些地区，这一日期被当作妇女节所对应的男性的部分，但是人们更多地是在纪念历史，而非庆祝男人节。因此，苏联解体后，原本隶属于前苏联的部分国家，包括白俄罗斯，乌克兰，摩尔多瓦，俄罗斯和格鲁吉亚，开始将11月19日视作一个专门为男性设立的节日。
1968年，美国记者约翰·P·哈里斯在《萨利纳杂志》上发表了一篇社论。文章指出，苏维埃的社会系统中缺乏性别平衡，人们四处宣传为女性劳动者设立的国际妇女节，但却并没有宣传一个与之相呼应的男性劳动者的节日。哈里斯称，虽说他并没有在羡慕苏联女性能够在三月拥有的这一伟大、光荣的日子，但是这带来的性别不平等显示出共产主义系统下的一个致命缺陷：“虽说表面上看来这似乎是在追求性别平等，但是结果这反倒使得女性比男性要更加‘平等’一些。”哈里斯说，当男性在做着那些政府、女性劳动者让他们干的那些脏活、累活时，却没有一个日子能够让他们的工作得到社会的认可。哈里斯因此得出结论：“这种不正当的歧视、阶级不公正让我感到震惊。”在1960年代到1990年代的媒体报道中，“有妇女节却没有男人节”的这一类疑问多次出现。
1990年代早期，受到密苏里大学堪萨斯城分校密苏里男性研究中心主任托马斯·奥斯特的邀请，马耳他、美国和加拿大的一些组织在二月举办了一些小活动。奥斯特在1993年至1994年成功向社会宣传了这一活动，但他1995年的宣传效果却不尽如人意，而奥斯特也因此在接下来的几年中不再策划这项活动了。澳大利亚也同时暂停庆祝这项活动（2003年11月19日恢复庆祝），而马耳他则成为唯一一个每年仍然在二月份庆祝男人节的国家。马耳他AMR委员会在2009年投票，将庆祝活动移动到了11月19日以便与其他引入男人节的国家统一。

## 世界各地的活动情况

### 特立尼达和多巴哥
特立尼达和多巴哥是1999年第一个在11月19日庆祝男人节的国家。整个节日由西印度群岛大学西班牙港纽敦分校区的统筹。谈到他举办这个活动的动机时，说道：“我发现男人们没有自己的节日……有些人可能会拿父亲节说事，但是青少年怎么办？那些没当爸爸的男性又怎么办？”明白庆祝男性榜样的重要性，因为他认为自己的父亲为周围人树立了极为出色的榜样。他选择在11月19日当天庆祝男人节，因为这是他父亲的生日，也同时是一个当地的体育运队头一次将跨性别、宗教、种族凝聚在一起的里程碑式日子。国际男人节这一想法获得了教科文组织的书面支持，并自此在特立尼达和多巴哥，以及其他许多的国家每年举行。

### 印度
自2007年11月19日，男人节的年度庆祝活动便由领先的印度男权组织Save Indian Family承办。人们选择了这个日子来庆祝，主要是因为澳大利亚和西印度群岛都已经在那一天开始庆祝男人节的活动。2009年，印度得到了男人节的赞助。男装品牌Allen Solly决定推出男人节的促销，HBO亦决定在11月19日为其“Men are Back”系列拍摄一个宣传男性积极向上的短片。
2014年11月，在新德里举办了一个国际男人节的艺术展，同时加尔各答也举行了有关虐待老人和男性人权的抗议活动。其他的一些活动家也纷纷就男人节这一特殊场合质问，为何男性在性别中立的法律中受到剥削，为何家庭暴力行为不应性别中立，以及为何父亲在决定离婚的双方无法获得抚养权等。全印印尼男子福利协会（AIMWA）的金奈章在2014年的男人节向政府递交了一份备忘录，要求成立男子福利部，即国家男子委员会，并将所有的法律都修改成性别中性。

### 中华人民共和国
在中国大陆，曾有人提议设立“八·三”男人节。2003年，《时尚健康·男士》提议设立“国际男人节”，并将其定在8月3日（将三·八国际妇女节的日期颠倒了过来）。杂志社方面称已向联合国教科文组织递交了申请材料。2005年，《新文化报》曾就“是否设立男人节”的问题对其读者进行过电话访问。调查结果显示，受访者中大多数人赞同“男人节”的想法，但也有人认为“并没有这一必要”。
2010年8月3日，《中国日报》就男人节问题发表了一篇文章，文中问起中国的男人是否需要一个属于他们的特别的节日。该报称，在国际妇女节当天，占全国劳动人口45%的女性都能得到半天休假，但是男性却没有得到一个与此相称的待遇。该报还援引了上海热线的一项在线调查“男人们需要他们自己的节日吗？”。调查结果中，80.24%的人反馈说“需要”，并且许多人强调上海男人很累，非常需要一个节日。同年11月19日，香港举行了男人节的主题特别活动，邀请全部男性在11月19日当天免费乘坐东涌昂坪360缆车往返一圈。

### 美国
以下几个州或市的男人节庆祝活动已经取得了国际认可：宾夕法尼亚州，纽约州，爱荷华州（路德学院），伊利诺伊州，弗吉尼亚州，夏威夷州，佛罗里达州，加利福尼亚州，亚利桑那州，阿拉巴马州和密歇根州，华盛顿特区，达拉斯，得克萨斯州，佐治亚州的亚特兰大市。
2012年的男人节在国际男人节的前一周2012年11月12日举行。特维拉公布了一个国际男人节的“十年计划”，被称作“2012-2022”。“国际男人节的十年计划”会在十年间去解决一些至关重要的问题：教育、心理生理健康、暴力、为人父、积极男性角色模型和阻挠青少年男子长大成人的人生抉择问题。在核查了特维拉的这项计划之后，美国的国际男人节有关负责人决定将这项计划进行下去。人们建立了2012-2022国际男人节委员会以监督、实施这项计划。